# Blèves
Blèves est une commune française, située dans le département de la Sarthe en région Pays de la Loire, peuplée de 129 habitants.
La commune fait partie de la province historique du Maine.

## Géographie

### Climat
Pour des articles plus généraux, voir Climat des Pays de la Loire et Climat de la Sarthe.
En 2010, le climat de la commune est de type climat océanique dégradé des plaines du Centre et du Nord, selon une étude du CNRS s'appuyant sur une série de données couvrant la période 1971-2000. En 2020, Météo-France publie une typologie des climats de la France métropolitaine dans laquelle la commune est exposée à un climat océanique altéré et est dans la région climatique  Normandie (Cotentin, Orne), caractérisée par une pluviométrie relativement élevée (850 mm/a) et un été frais (15,5 °C) et venté. 
Pour la période 1971-2000, la température annuelle moyenne est de 10,3 °C, avec une amplitude thermique annuelle de 14,1 °C. Le cumul annuel moyen de précipitations est de 749 mm, avec 12 jours de précipitations en janvier et 7,6 jours en juillet. Pour la période 1991-2020, la température moyenne annuelle observée sur la station météorologique de Météo-France la plus proche, « La Fresnaye », sur la commune de Villeneuve-en-Perseigne à 7 km à vol d'oiseau, est de 10,8 °C et le cumul annuel moyen de précipitations est de 770,2 mm,. Pour l'avenir, les paramètres climatiques de la commune estimés pour 2050 selon différents scénarios d'émission de gaz à effet de serre sont consultables sur un site dédié publié par Météo-France en novembre 2022.

## Urbanisme

### Typologie
Au 1er janvier 2024, Blèves est catégorisée commune rurale à habitat dispersé, selon la nouvelle grille communale de densité à sept niveaux définie par l'Insee en 2022.
Elle est située hors unité urbaine. Par ailleurs la commune fait partie de l'aire d'attraction d'Alençon, dont elle est une commune de la couronne,. Cette aire, qui regroupe 89 communes, est catégorisée dans les aires de 50 000 à moins de 200 000 habitants,.

### Occupation des sols
L'occupation des sols de la commune, telle qu'elle ressort de la base de données européenne d’occupation biophysique des sols Corine Land Cover (CLC), est marquée par l'importance des territoires agricoles (100 % en 2018), une proportion identique à celle de 1990 (100 %). La répartition détaillée en 2018 est la suivante : 
prairies (77,6 %), terres arables (14 %), zones agricoles hétérogènes (8,4 %). L'évolution de l’occupation des sols de la commune et de ses infrastructures peut être observée sur les différentes représentations cartographiques du territoire : la carte de Cassini (XVIIIe siècle), la carte d'état-major (1820-1866) et les cartes ou photos aériennes de l'IGN pour la période actuelle (1950 à aujourd'hui).

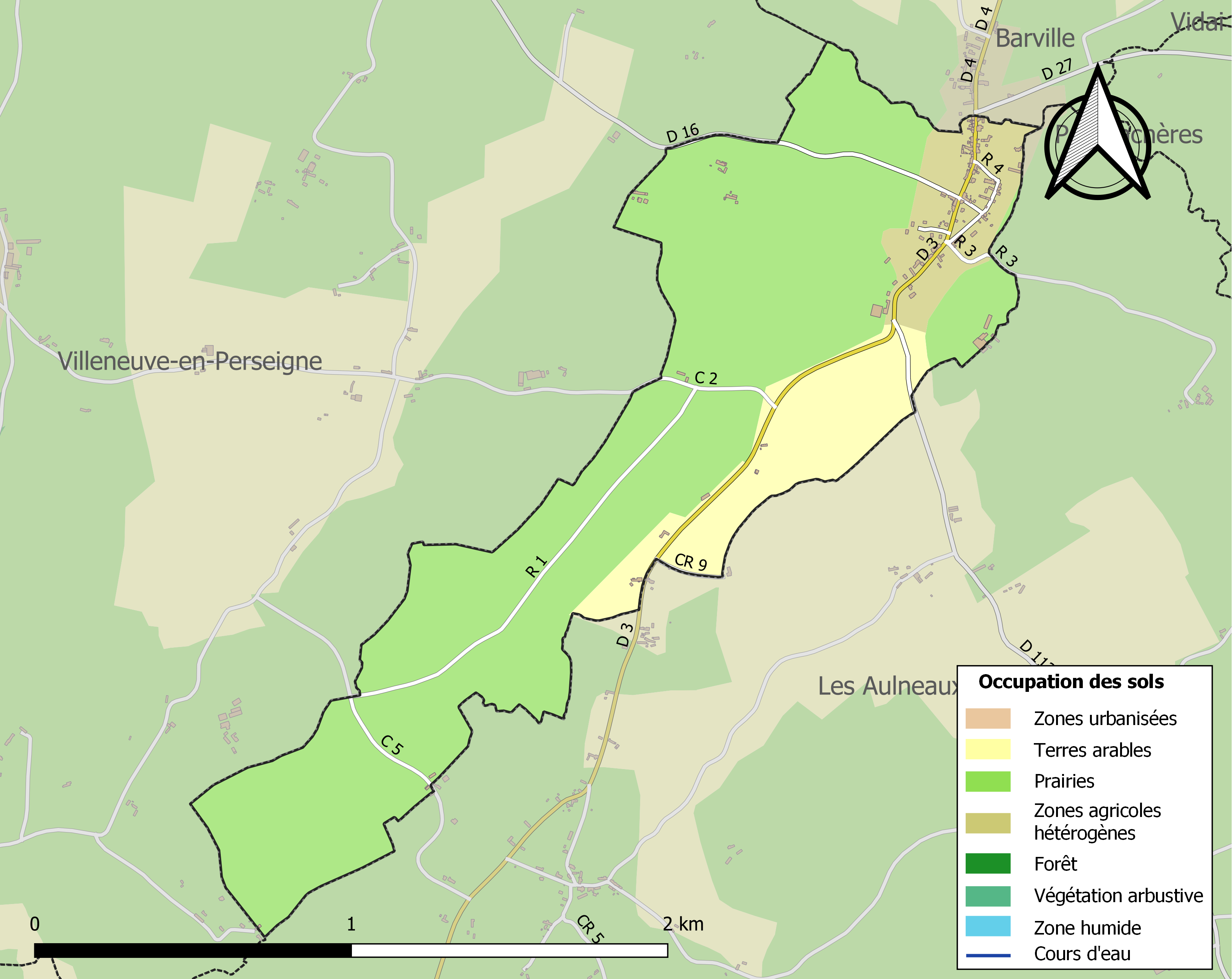
Carte des infrastructures et de l'occupation des sols de la commune en 2018 (CLC).

## Toponymie
D’après Dauzat et Rostaing, son toponyme s’écrivait de Blavis au XIe siècle, ce qui proviendrait du nom d’homme gaulois Blavus. Toutefois, Taverdet y voit un diminutif du gaulois briva qui désigne un pont, bien que la francisation de ce terme donne plutôt Brienne dans cette région. Pour cet auteur, cela serait corroboré par le fait que le village est traversé par le ruisseau de Saint-Loup, juste en amont de l’endroit où celui-ci conflue avec la Pervenche, et qu’à proximité immédiate se trouve le hameau du Pont-Saint-Pierre. En outre, Blèves se trouve sur une île isolée par les bras du ruisseau de Saint-Loup et de la Pervenche : même si l’importance actuelle de ces cours d’eau est minime, et que cela fut probablement aussi le cas dans le passé, il faut tout de même rappeler que la Pervenche formait ici la frontière entre le Maine et la Normandie, c’est-à-dire entre les royaumes de France et d’Angleterre. Bien que cette explication ne soit pas très convaincante sur le plan linguistique, on ne doit donc pas minimiser l’importance d’un éventuel pont à cet endroit. Enfin, Pesche imagine aussi la possibilité d’un toponyme issu du gaulois bleut qui désigne la farine de blé.
Le gentilé est Blévois.

## Histoire
Blèves est née au XIe siècle au moment des grands défrichements et dépendait des seigneurs d'Anjou. Au XIIIe, les paysans achètent leur affranchissement. Le village est épargné par la peste noire de 1355.

## Politique et administration
| Période                                  | Période   | Identité         | Étiquette | Qualité                                  |
| ---------------------------------------- | --------- | ---------------- | --------- | ---------------------------------------- |
| ?                                        | mars 2001 | Régine Fillieul  |           |                                          |
| mars 2001                                | mars 2014 | Fabienne Coutard | SE        | Secrétaire                               |
| mars 2014                                | En cours  | Fabrice Meunier  | SE        | Responsable service financier en hôpital |
| Les données manquantes sont à compléter. |           |                  |           |                                          |

## Démographie
L'évolution du nombre d'habitants est connue à travers les recensements de la population effectués dans la commune depuis 1793. Pour les communes de moins de 10 000 habitants, une enquête de recensement portant sur toute la population est réalisée tous les cinq ans, les populations de référence des années intermédiaires étant quant à elles estimées par interpolation ou extrapolation. Pour la commune, le premier recensement exhaustif entrant dans le cadre du nouveau dispositif a été réalisé en 2004.
En 2022, la commune comptait 129 habitants, en évolution de +32,99 % par rapport à 2016 (Sarthe : −0,25 %, France hors Mayotte : +2,11 %).
| 1793 | 1800 | 1806 | 1821 | 1831 | 1836 | 1841 | 1846 | 1851 |
| ---- | ---- | ---- | ---- | ---- | ---- | ---- | ---- | ---- |
| 198  | 211  | 228  | 248  | 239  | 240  | 322  | 330  | 256  |

| 1856 | 1861 | 1866 | 1872 | 1876 | 1881 | 1886 | 1891 | 1896 |
| ---- | ---- | ---- | ---- | ---- | ---- | ---- | ---- | ---- |
| 207  | 205  | 206  | 203  | 201  | 201  | 213  | 204  | 189  |

| 1901 | 1906 | 1911 | 1921 | 1926 | 1931 | 1936 | 1946 | 1954 |
| ---- | ---- | ---- | ---- | ---- | ---- | ---- | ---- | ---- |
| 172  | 180  | 173  | 176  | 154  | 146  | 138  | 133  | 122  |

| 1962 | 1968 | 1975 | 1982 | 1990 | 1999 | 2004 | 2006 | 2009 |
| ---- | ---- | ---- | ---- | ---- | ---- | ---- | ---- | ---- |
| 112  | 126  | 135  | 113  | 92   | 96   | 103  | 105  | 98   |

| 2014 | 2019 | 2022 | - | - | - | - | - | - |
| ---- | ---- | ---- | - | - | - | - | - | - |
| 97   | 120  | 129  | - | - | - | - | - | - |

## Lieux et monuments

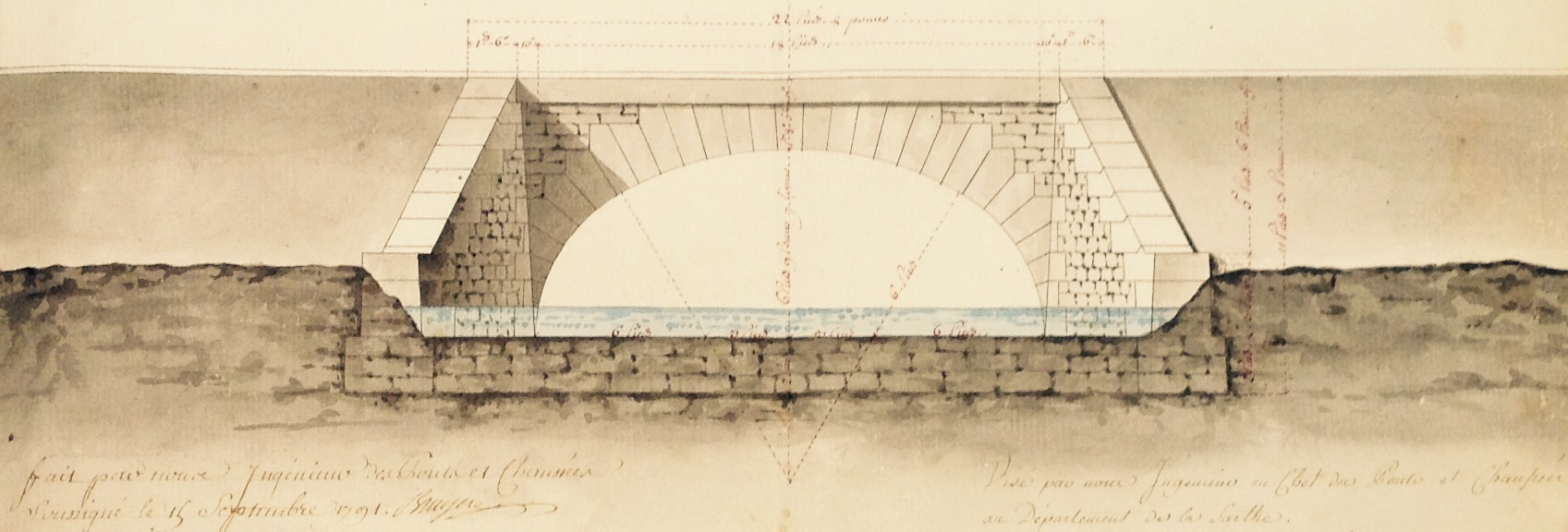
Élévation du pont de Blèves par Louis Bruyère en 1791.
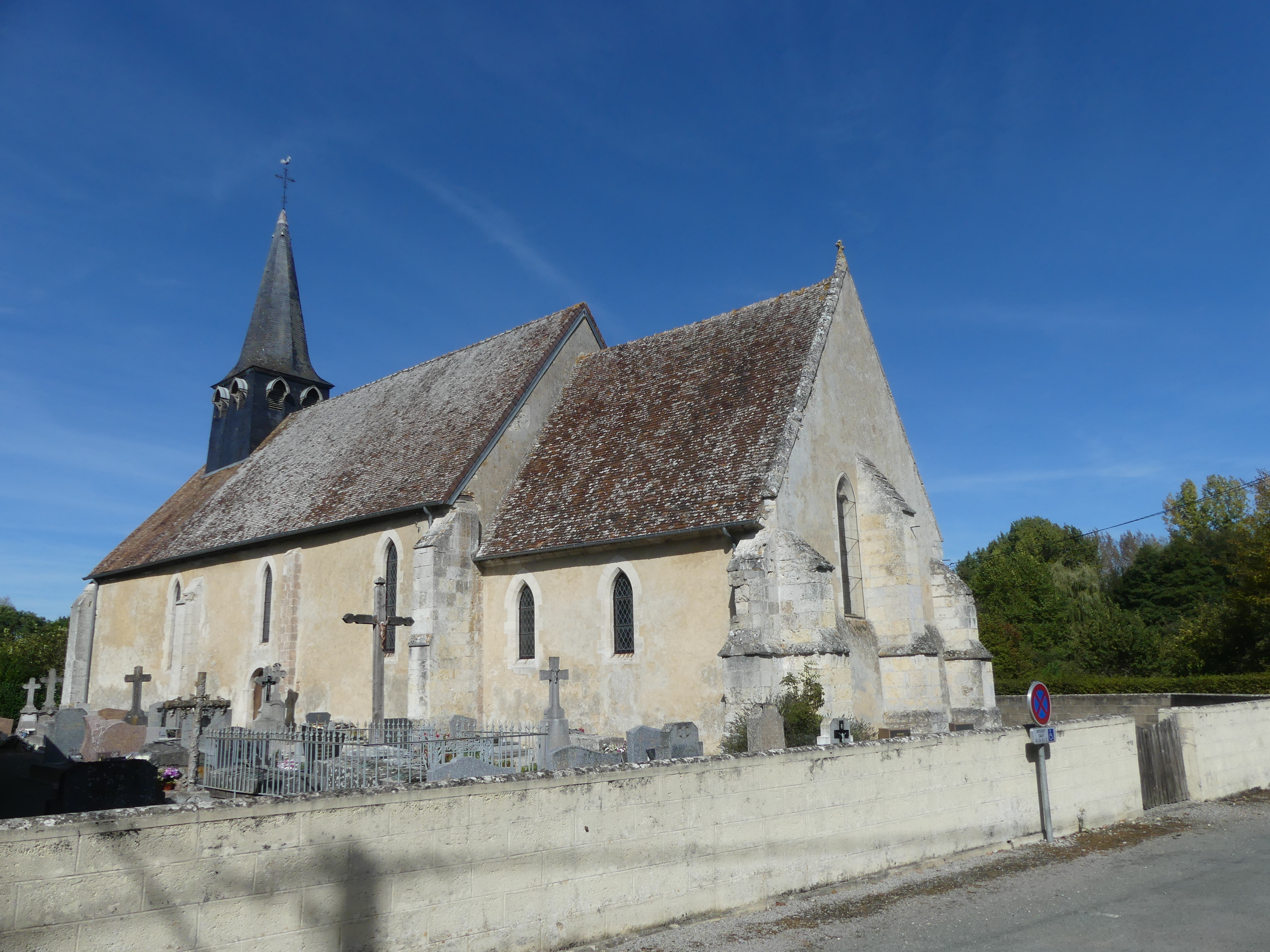
L'église Sainte-Thérèse-d'Avila.
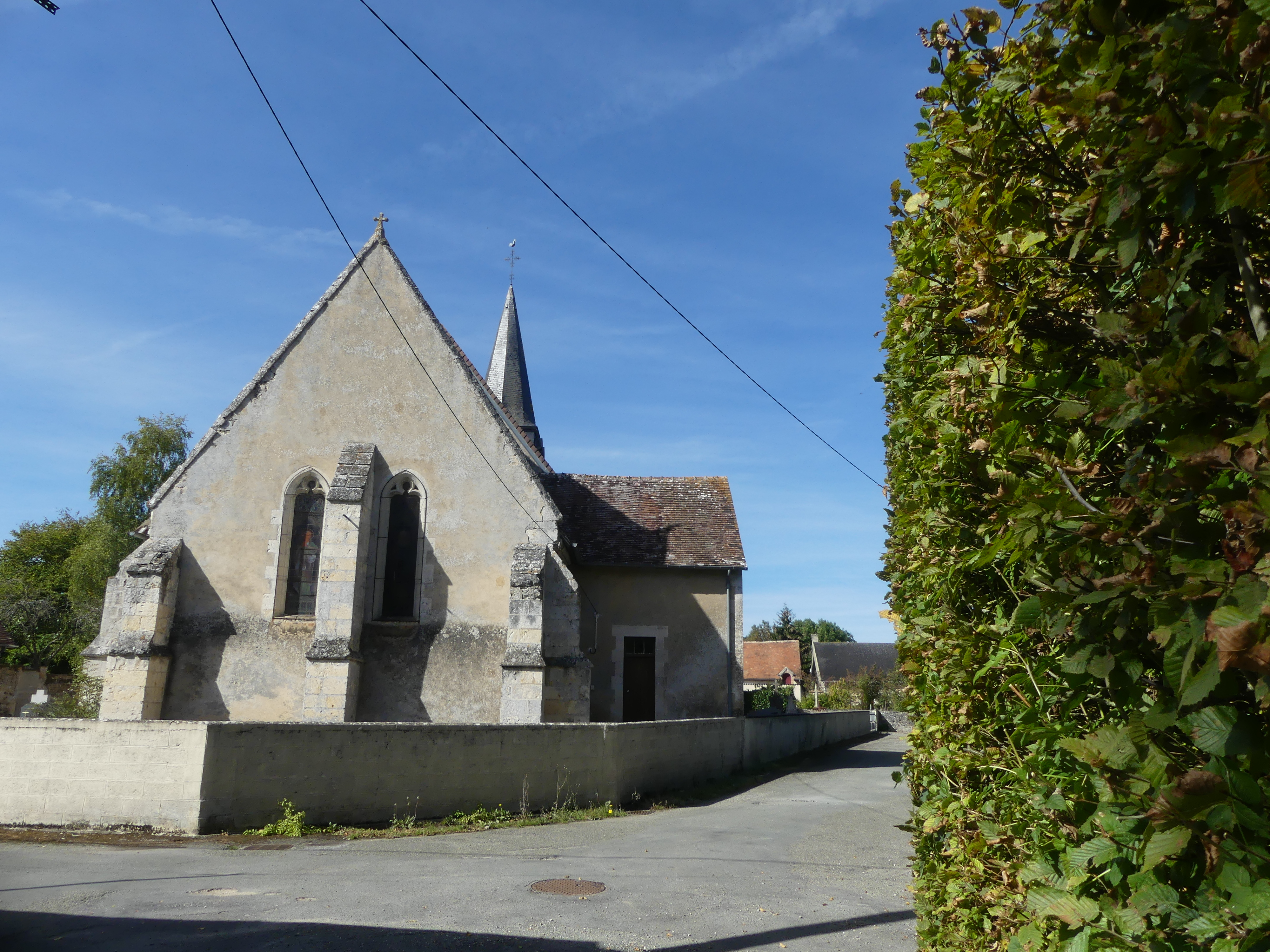
L'église Sainte-Thérèse-d'Avila : le chevet plat.
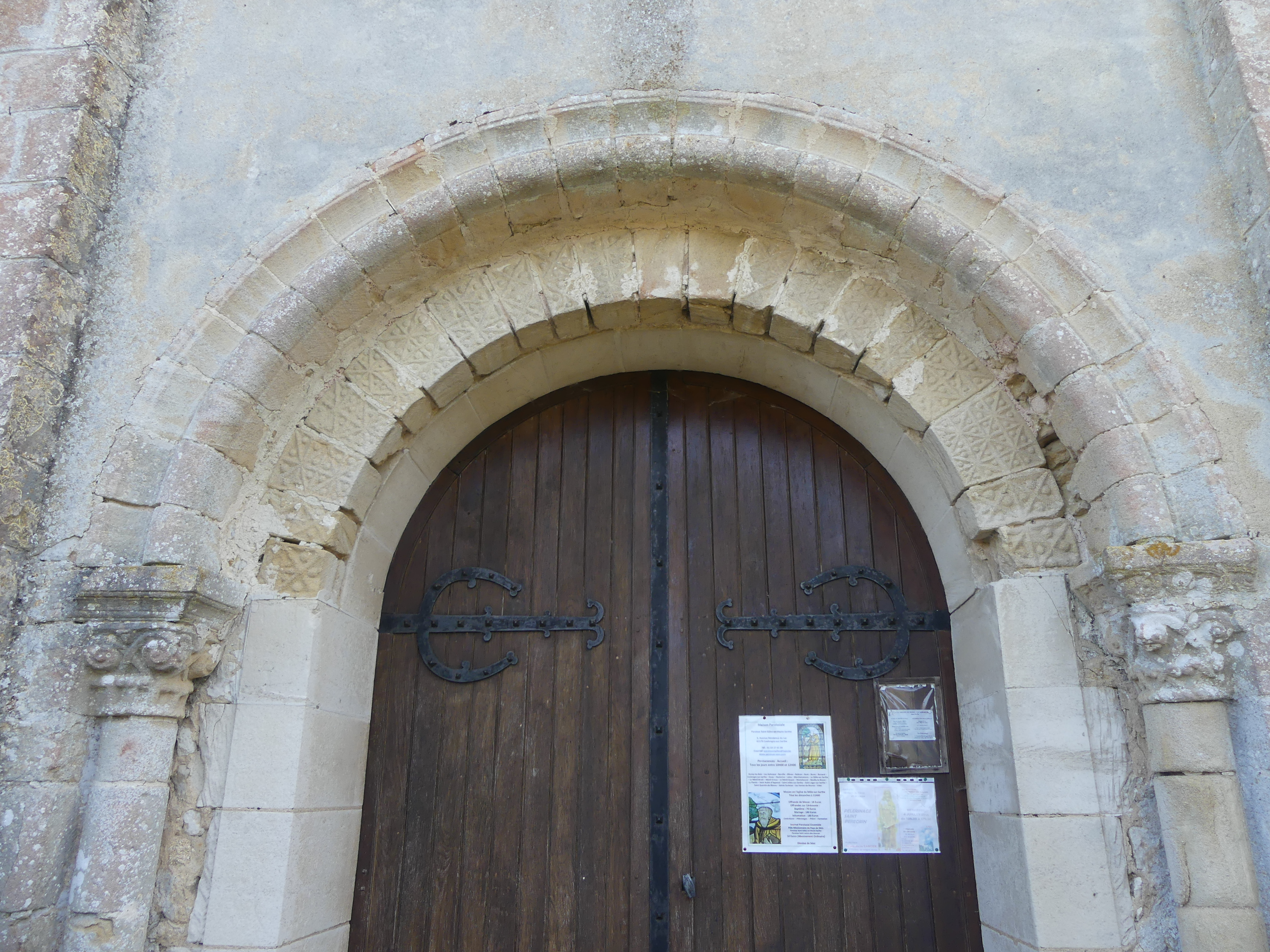
L'église Sainte-Thérèse-d'Avila : le portail.

Le pont de Blèves a été édifié par Louis Bruyère.
L'église Sainte-Thérèse-d'Avila, également sous le vocable de Sainte-Marie-Madeleine-et-Saint-Nicolas, romane et gothique elle est construite au XIIIe siècle avec un portail plein cintre à décor de croisillons et comporte des stèles intéressantes.
Le lavoir en pierre est toujours en activité.